# Victoria (U-Boot)
Die HMCS Victoria (SSK 876) ist ein konventionelles Langstrecken-Jagd-U-Boot der kanadischen Royal Canadian Navy und das Typschiff der Victoria-Klasse. Es ist für den Einsatz in Küstengebieten, hauptsächlich zur Verteidigung gegen feindliche Flottenverbände und U-Boote konzipiert. Sie wurde als HMS Unseen (S41) für den Submarine Service der Royal Navy Großbritanniens gebaut und später von Kanada übernommen. Die Klasse wurde ebenfalls umbenannt, von Upholder- in Victoria-Klasse.

## Aufbau
Die Verdrängung der Victoria beträgt etwa 2.185 t an der Oberfläche und etwa 2.400 t abgetaucht. Die Hülle des U-Bootes ist mit echofreien Kacheln bedeckt, um die Aufspürung durch aktiven Sonar („SOund NAvigation Ranging“, dt. etwa: „Navigation und Distanzmessung durch Wasserschall“) zu reduzieren. Das Boot ist 70,3 m lang, 7,6 m breit und hat eine Tauchtiefe von 200 m.
Der Druckkörper ist aus hochfesten Stahlsektionen konstruiert und durch kreisförmige interne Rahmen versteift. Der Turm, ungefähr mittschiffs angeordnet, dient zur Unterbringung der verschiedenen Antennen, Periskope und einem geschlossenen Kommandostand, der fünf Personen Platz bietet.

## Spezifikationen
Die Victoria verfügt über sechs Torpedorohre und kann bis zu achtzehn Mark-48-Schwergewichtstorpedos zum Einsatz gegen Oberflächen- und Unterwasserziele tragen. Sie kann außerdem Harpoon-Raketen aufnehmen und abfeuern und Seeminen legen.
Das Sonar der Victoria ermöglicht es ihr, andere U-Boote und Schiffe „passiv“ aufzuspüren und zu verfolgen, das heißt ohne den aktiven Sonar zu benutzen und so ihre Position preiszugeben. Sie verfügt über Radar („Radio Detection and Ranging“, dt. etwa: „Erkennung und Messung mittels Funkwellen“) für die generelle Navigation, Angriffs- und Suchperiskope mit Videoaufnahme- und Wärmebildfähigkeit und elektronische Unterstützungsmaßnahmen. Das Boot hat zwei Dieselgeneratoren, die beide bis zu knapp 1.500 kW Leistung produzieren können, und einen Hauptmotor. Die Generatoren werden zum Laden der beiden Hauptbatterien eingesetzt, die jeweils aus 240 Batteriezellen bestehen. Diese Batterien werden benutzt, um das Boot mit Energie zu versorgen, welches unter Wasser eine Geschwindigkeit von bis zu 20 Knoten erreichen kann.

## Trivia
Patrick Robinson ließ das Boot, allerdings unter dem alten Namen Unseen, in zwei seiner Romane - im wahrsten Sinne des Wortes - „auftauchen“. Einmal wird es verwendet, um eine als unmöglich geltende Fahrt, nämlich unentdeckt den Bosporus unter Wasser zu durchqueren, nachzustellen, da man vermutet, ein Terrorist habe dies mit einem russischen U-Boot getan. Zwei Bände später kapert ebendieser Terrorist die Unseen, um sie zu einem Boot mit Luftabwehr umzubauen und so Schläge gegen die westliche Zivilluftfahrt durchzuführen. Am Ende dieses Buches wird die Unseen versenkt. In den Romanen befindet sich die Unseen allerdings in englischem bzw. später in brasilianischem Besitz.